# Richmond (Indiana)
Richmond é uma cidade localizada no estado americano de Indiana, no Condado de Wayne.

## Demografia
Segundo o censo americano de 2000, a sua população era de 39.124 habitantes.
Em 2006, foi estimada uma população de 37.371, um decréscimo de 1753 (-4.5%).

## Geografia
De acordo com o United States Census Bureau tem uma área de
60,3 km², dos quais 60,1 km² cobertos por terra e 0,2 km² cobertos por água. Richmond localiza-se a aproximadamente 299 m acima do nível do mar.

## Localidades na vizinhança
O diagrama seguinte representa as localidades num raio de 16 km ao redor de Richmond.